# Los Morritos
Los Morritos är en ort i Mexiko.   Den ligger i kommunen Catemaco och delstaten Veracruz, i den sydöstra delen av landet, 500 km öster om huvudstaden Mexico City. Los Morritos ligger 63 meter över havet och antalet invånare är 250.
Terrängen runt Los Morritos är kuperad åt sydost, men åt nordväst är den platt. Havet är nära Los Morritos åt nordost. Runt Los Morritos är det ganska tätbefolkat, med 56 invånare per kvadratkilometer. Närmaste större samhälle är Los Arrecifes, 9,2 km öster om Los Morritos. I omgivningarna runt Los Morritos växer i huvudsak städsegrön lövskog.